# Aquabike

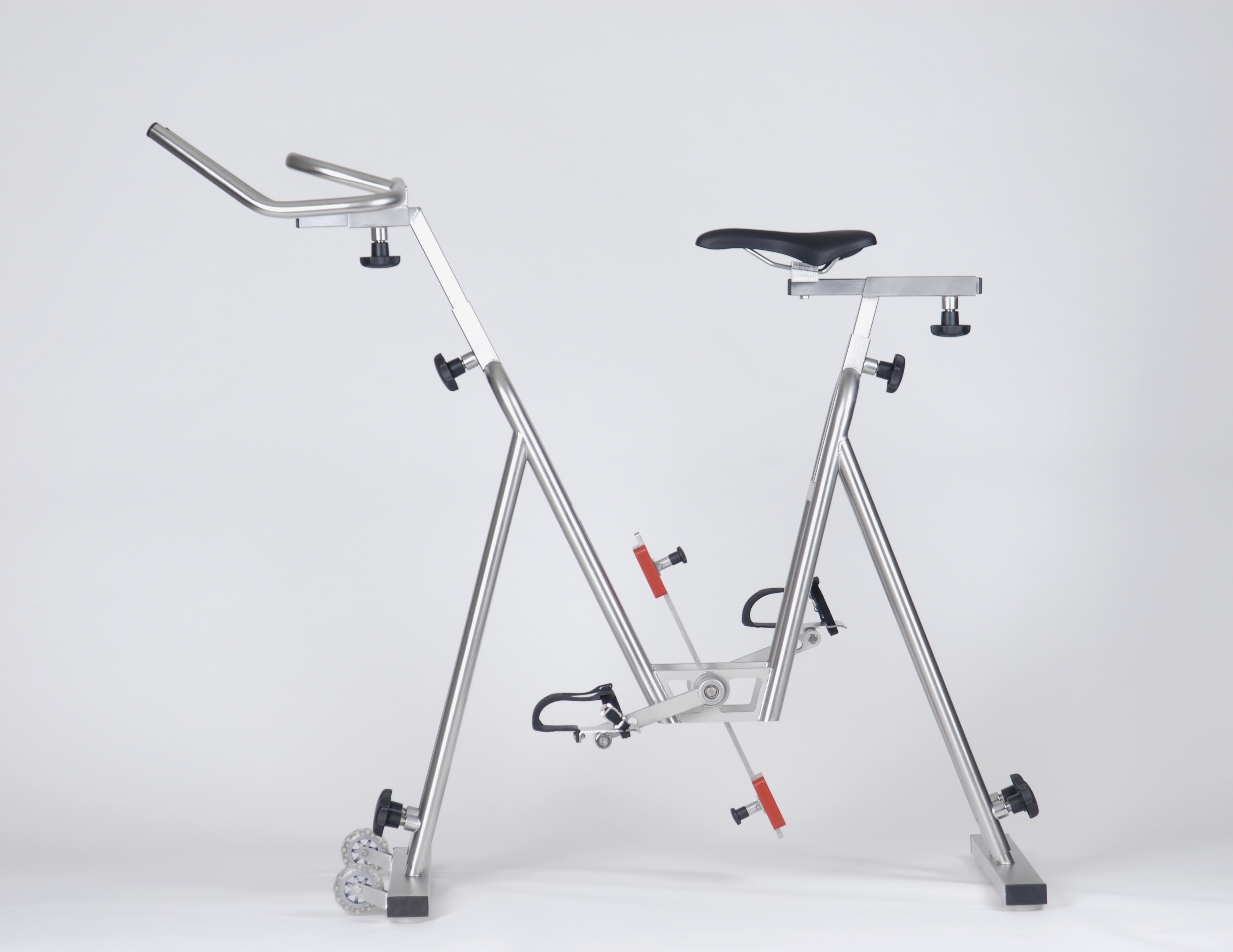
Aquabike

Aquabike – specjalny rower stacjonarny używany do hydrocyclingu, czyli do jazdy na rowerze pod wodą. 